# 張振先 (萬曆進士)
張振先（1543年—？），字文起，號望湖，浙江杭州府臨安縣民籍，錢塘縣人，明朝政治人物、進士出身。

## 生平
嘉靖四十三年（1564年）甲子科浙江鄉試第三十五名，萬曆二年（1574年）會試第一百二名，登甲戌科進士第二甲第二十三名。授刑部陕西司主事，四年七月南直隶録囚。歷官保定府知府，十一年二月升湖廣副使。

## 家族
曾祖父張愷；祖父張傑；父張鸞。嫡母李氏；嫡母陳氏；生母都氏。慈侍下。